# Milići (Sjenica)
Milići (Servisch cyrillisch Милићи) is een plaats in de Servische gemeente Sjenica. De plaats telt 38 inwoners (2002).